# Fumihisa Yumoto
Fumihisa Yumoto (jap. 湯本 史寿, Yumoto Fumihisa; * 23. April 1984 in Kijimadaira, Präfektur Nagano) ist ein ehemaliger japanischer Skispringer.

## Werdegang
Yumoto startete im März 2002 beim Continental Cup in Zaō erstmals bei einem internationalen Wettbewerb. Im Januar des folgenden Jahres bekam er in Sapporo seinen ersten Einsatz im Skisprung-Weltcup. In den folgenden Jahren startete er nur bei in Japan stattfindenden Springen. Nachdem er im Februar 2005 beim Weltcup in Sapporo in die Punkteränge springen konnte, startete er wenig später bei Continental-Cup-Springen in Europa. 2006 startete er jedoch wieder nur in Japan und nahm erst wieder 2007, nachdem er beim Continental Cup in Sapporo mit einem dritten Platz seine erste Podiumsplatzierung erreicht hatte, bei Wettbewerben in Europa teil. Dabei nahm er auch an den im Juli 2007 ausgetragenen Sommerspringen des Continental Cups teil. Bei diesen konnte er sich stets unter den besten Fünfzehn platzieren, weshalb er im August bei den Wettbewerben des Sommer-Grand Prix 2007 eingesetzt wurde und dort mehrfach Punkte sammeln konnte.
Im Winter 2007/08 nahm er durchgehend am Weltcup teil und konnte dort zumeist Platzierungen im Mittelfeld erreichen. Im Sommer 2008 startete er wieder beim Grand Prix. Beim Saisonauftakt der Weltcupsaison 2008/09 in Kuusamo erreichte er einen achten Platz. Am 14. Dezember 2008 gewann er in Pragelato, bei einem von starken Schneefall geprägten Wettkampf, der nach dem ersten Durchgang abgebrochen werden musste, überraschend sein erstes Weltcupspringen.

## Erfolge

### Weltcupsiege im Einzel
| Nr. | Datum             | Ort       | Typ         |
| --- | ----------------- | --------- | ----------- |
| 1.  | 14. Dezember 2008 | Pragelato | Großschanze |

## Statistik

### Weltcup-Platzierungen
| Saison  | Platz | Punkte |
| ------- | ----- | ------ |
| 2004/05 | 70.   | 012    |
| 2007/08 | 58.   | 018    |
| 2008/09 | 26.   | 237    |
| 2009/10 | 38.   | 084    |
| 2010/11 | 42.   | 080    |
| 2011/12 | 71.   | 001    |

### Grand-Prix-Platzierungen
| Saison | Platz | Punkte |
| ------ | ----- | ------ |
| 2007   | 47.   | 041    |
| 2008   | 30.   | 071    |
| 2009   | 13.   | 192    |
| 2010   | 14.   | 135    |
| 2011   | 26.   | 106    |
| 2012   | 66.   | 012    |
| 2013   | 83.   | 004    |